# Шахид, Ирфан
Ирфан Ариф Шахид (араб. عرفان عارف شهيد‎; англ. Irfan Arif Shahîd; 15 января 1926; Назарет, Палестина — 9 ноября 2016; Вашингтон, США) — американский историк, антиковед-арабист, византинист, литературовед палестинского происхождения. Эмерит-профессор Джорджтаунского университета, научный сотрудник Думбартон-Окса. Один из авторов второго издания фундаментальной «Энциклопедии ислама». Действительный член Американской академии медиевистики.

## Биография
Ирфан Ариф Шахид родился в городе Назарете, в подмандатной Великобритании Палестине (ныне город в составе Израиля) в семье арабов-христиан Арифа и Адмы Шахид. В 1948 году он покинул родину и направился в Англию, где обучался в оксфордском Колледже Святого Иоанна. Здесь Ирфан получил степень бакалавра искусств по классической гуманитарной литературе и греко-римской истории. Более всего ему нравилось изучать роль арабского народа в истории Рима. Учёный решил посвятить себя изучению именно этого вопроса. Он направился в Принстонский университет, где в 1954 году получил степень PhD по исламоведению и арабистике.
В том же 1954 году Ирфан впервые был принят на работу в Думбартон-Окс как младший научный сотрудник отдела византинистики, одновременно с этим работая и в принстонском Институте перспективных исследований. Тогда же истёк срок его студенческой визы, однако благодаря частному законопроекту учёному предоставили гражданство США, и он продолжил работу здесь. Познакомившись с медиевистом Эрнстом Канторовичем, Ирфан выработал своё дальнейшее амбициозное направление исследований, а именно роль арабов в становлении Западной Европы и начал подготовку масштабного проекта, который пришлось разделить на несколько томов. В первом из них учёный рассмотрел роль арабов в римской истории и их отношения с населением империи с разрушения Помпеи до правления Константина Великого, во втором, разделённом на две части, — отношения в годы между Константином и Ираклием. Работы были выпущены издательством Думбартон-Окса, в котором Ирфан продолжал свою работу в разных амплуа с перерывами. Кроме этого он работал в Джорджтаунском университете, став его эмерит-профессором в 1982 году. В 2012 избран действительным членом Американской академии медиевистики.
Умер 9 ноября в Вашинтоне, округ Колумбия.